# Montderm
El Montderm és una muntanya de 1.532 metres que es troba entre els municipis de Castellar de n'Hug i de Guardiola de Berguedà, a la comarca catalana del Berguedà.